# تایرون برازلتون
تایرون برازلتون (انگلیسی: Tyrone Brazelton؛ زادهٔ ۳۰ مارس ۱۹۸۶) بازیکن بسکتبال اهل ایالات متحده آمریکا است.